# Norden kalder
|  | Denne artikel er oprettet af botten Steenthbot ud fra en ekstern database. Den kan derfor have sproglige fejl eller mangler. Denne skabelon kan fjernes efter kontrol af indholdet. |

Norden kalder er en dansk dokumentarfilm fra 1971 instrueret af Aksel Hald-Christensen.

## Handling
Den produktive rejsefotograf Aksel Hald-Christensen er taget på ferie i Norden. Turens første etape går til Sverige, Åland, Finland og Norge. Undervejs gør naturen sig til med sine floder og fjelde. Også storbyer som Stockholm og Helsinki granskes af Hald-Christensens flittige kamera. Herefter går turen videre til Færøerne, der byder på naturbilleder, grindehvalsjagt og folkedans. Næste stop er Island, hvor der camperes på græsgrønne sletter. Til slut fanger fotografen lidt sommer i Danmark. Besøg i Legoland følges op af strandtur ved vestkysten og besøg på Vikingemuseet Fyrkat i Himmerland. Filmens lydside er ukomplet.